# Casalgrasso
Casalgrasso – miejscowość i gmina we Włoszech, w regionie Piemont, w prowincji Cuneo.
Według danych na rok 2004 gminę zamieszkiwało 1368 osób, 80,5 os./km².